# Stenocercus formosus
Stenocercus formosus är en ödleart som beskrevs av  George Albert Boulenger 1880. Stenocercus formosus ingår i släktet Stenocercus och familjen Tropiduridae.
Artens utbredningsområde är Peru. Inga underarter finns listade i Catalogue of Life.